# أنيولو جادي
أنولو جادي حوالي 1350 – 1396 رسامًا إيطاليًا ولد وتوفي في فلورنسا وكان ابن الرسام تاديو جادي الذي كان هو نفسه التلميذ الرئيسي للمعلم الفلورنسي جيوتو

## روابط خارجية
- المتحف الوطني للفنون، السيرة الذاتية
- أنيولو جادي
- اللوحات الإيطالية: المدرسة الفلورنسية ، كتالوج مجموعة يحتوي على معلومات عن جادي وأعماله (انظر الصفحات: 46-49).